# Sint Michielsbaai
Sint Michielsbaai, in de volksmond Boka Samí,  is een beschutte open baai waarin de lagune Saliña Sint Michiel uitmondt. Hij ligt 8 kilometer ten noordwesten van Willemstad aan de zuidkust van Curaçao. 
De baai heeft de functie van natuurlijke haven. Op 194 meter uit de kust ligt in 40 meter diep water een meerboei, die als ankerplaats dienst doet. De boei zelf is verankerd aan twee betontankers die door middel van zes stalen palen in de bodem vastgemaakt zijn. Hier kunnen de grootste schepen en olieplatforms ter wereld tijdelijk aanleggen en op orders wachten of reparaties en onderwaterreiniging ondergaan, wanneer zij door hun grootte en/of diepgang niet terecht kunnen in de haven van Willemstad. Daarnaast wordt de aanlegplaats gebruikt door vaartuigen, die in verband met hun gevaarlijke lading (o.a. explosieven) of quarantaine e.d. de andere havens van Curaçao, met name Bullenbaai, Caracasbaai en Fuikbaai, niet mogen aandoen. 
Sint Michielsbaai is ook een populaire locatie voor de duiksport. Het koraalrif voor de kust heeft door het scheepsverkeer echter meermalen schade opgelopen. Op het strand van Sint Michielsbaai opende de Koninklijke Marine in 1944 een op watersport gerichte personeelsfaciliteit voor de militairen en hun gezinnen, bekend als "marine-zwembad". Naast een zwembad had de inrichting een kantine, logeergelegenheid, een buitenterras en een in zee aangelegd grote vlot. Sedert het afstoten van de inrichting door de marine is het gebouw als duikschool in gebruik. 
Nabij Sint Michielsbaai liggen het gelijknamige vissersdorp Boca Samí en Fort Sint Michiel. 